# Lasiacis ruscifolia
Lasiacis ruscifolia är en gräsart som först beskrevs av Carl Sigismund Kunth, och fick sitt nu gällande namn av Albert Spear Hitchcock och Mary Agnes Chase. Lasiacis ruscifolia ingår i släktet Lasiacis och familjen gräs. Utöver nominatformen finns också underarten L. r. velutina.